# Chen Jiongming
Chen Jiongming fue un militar chino, uno de los caciques militares de la era de los caudillos militares, que dominó parte de algunas provincias del sureste de China.

## Orígenes y primeros cargos
Nació en el seno de una familia terrateniente del este de la provincia de Guangdong. Después de la Revolución de Xinhai que puso fin a la monarquía en China, fungió brevemente como vicegobernador de la provincia, pero fue expulsado de ella al fracasar la Segunda Revolución contra Yuan Shikai. Durante su periodo en el Gobierno provincial, prohibió el comercio de opio y el juego.
Se refugió en la provincia vecina de Fujian, donde construyó carreteras y escuelas y fomentó la libertad de expresión.

## Señor de Cantón y enfrentamiento con Sun Yat-sen
En 1920 expulsó a los militares que habían expulsado de Cantón a Sun Yat-sen. El agregado militar británico lo consideraba uno de los oficiales más capaces del Ejército chino. Una vez controlada la provincia, invitó a Sun a regresar a la capital.
Implantó una Constitución que limitaba al 30 % el gasto militar y dedicaba el 20 % del presupuesto del Gobierno regional a un programa de reforma educativa, encomendado al que luego fue el primer presidente del Partido Comunista de China, el intelectual Chen Duxiu.
Enemistado luego con Sun, lo expulsó tras diversos enfrentamientos entre sus tropas de tierra y la flotilla fiel a aquel, en 1922. Chen asumió el cargo de comandante en jefe provincial y Wu Peifu lo reconoció oficialmente como gobernador tanto de Guangdong como de Fujian.
Expulsado de Cantón por los partidarios de Sun, trató de retomarla desde el este, pero fue rechazado por las unidades de voluntarias organizadas por los consejeros soviéticos de Sun. En febrero de 1925, las nuevas unidades del Kuomintang formadas en la Academia de Whampoa y asesoradas por los soviéticos emprendieron una campaña y marcharon a lo largo del río Dong contra Chen, que preparaba por su parte una nueva ofensiva para retomar Cantón. Tras duros combates iniciales, las unidades de Chen entregaron casi sin lucha el principal objetivo de los nacionalistas, el puerto de Shantou; el general tuvo que retirarse a Fujian. Sin embargo, sus seguidores lograron retomar Shantou, lo que desencadenó una nueva campaña nacionalista para recuperarlo. A comienzos de noviembre, el Kuomintang se adueñó nuevamente del puerto. Chen se exilió entonces en Hong Kong y abandonó la política nacional. Falleció en la colonia británica, enfermo de tifus, en 1933.